# Iñigo Martínez
Iñigo Martínez Berridi (* 17. Mai 1991 in Ondarroa) ist ein spanischer Fußballspieler und ist A-Nationalspieler.

## Karriere

### Vereine
Iñigo Martínez schloss sich während seiner Jugend – vom Amateurklub Aurrerá de Ondarroa kommend – dem spanischen Profiverein Real Sociedad San Sebastián an. In der Saison 2009/10 machte er seine ersten Spiele für die zweite Mannschaft des Vereins, mit der er im selben Jahr den Aufstieg aus der Tercera División in die Segunda División B realisierte. Nachdem er während seiner ersten Spielzeit bereits 23 Partien absolviert hatte, in denen ihm ein Tor gelang, und seine zweite Saison mit 31 Spielen und einem Tor beendete, wurde er 2011/12 zur Profimannschaft in die Primera División geholt. Sein Erstligadebüt gab er am 27. August 2011 gegen Sporting Gijón. Bereits in seiner ersten Saison wurde er mit 20 Jahren Stammspieler. 2012/13 avancierte er endgültig zum Leistungsträger und verpasste nur drei Spiele. Überraschend erreichte er mit der Mannschaft Platz 4 und damit den Qualifikations-Platz für die Champions League. Im April 2016 unterschrieb er einen neuen Fünfjahresvertrag.
Im Januar 2018 wechselte Martínez für die vertraglich festgeschriebene Ablösesumme von 32 Millionen Euro zum baskischen Rivalen Athletic Bilbao. Er unterzeichnete einen Vertrag bis Juni 2023.
Nach seinem Vertragsende wechselte Martínez zur Saison 2023/24 ablösefrei zum FC Barcelona. Er unterschrieb einen Vertrag bis zum 30. Juni 2025, der eine Ausstiegsklausel in Höhe von 400 Millionen Euro enthält.
Nach Ablauf des Vertrages unterschrieb Martínez einen Einjahresvertrag beim saudi-arabischen al-Nassr FC.

### Nationalmannschaft
Martínez durchlief verschiedene Jugendnationalmannschaften Spaniens. Er fing mit der U-20, für die er im April 2011 gegen Italien sein einziges Spiel machte, an, kam dann zur U-23, mit der er bei Olympia 2012 aktiv war, und spielte zuletzt für die U-21, mit der er bei der Europameisterschaft in Israel den Titel gewann. Sein Debüt für die A-Nationalmannschaft gab er im August 2013 in einem Freundschaftsspiel gegen Ecuador.

## Titel
Vereine
- Spanischer Meister: 2025 (FC Barcelona)
- Spanischer Pokalsieger: 2025 (FC Barcelona)
- Spanischer Supercupsieger (2): 2021 (Athletic Bilbao), 2025 (FC Barcelona)

Nationalmannschaft
- UEFA-Nations-League-Sieger: 2023
- U21-Europameister: 2013